# Літо в Забіррі
«Літо в Забіррі» («Laanetaguse suvi») — радянський телефільм 1979 року, знятий режисером Рейном Мараном на студії «Естонський телефільм».

## Сюжет
Історія про те, як хлопчаки, які приїхали на час літніх канікул у лісництво, виростили журавлика, вовченят та інших лісових звірят. Діти навчилися любити цінувати і поважати як саму природу, так і її мешканців, а також усвідомили відповідальність людини за збереження флори та фауни.

## У ролях
- Енн Пінзель — Тімо
- Міхкель Пінзель — Міхкель
- Ріхо Росберг — Ріхо, гість Тімо
- Ханнес Касе — Ханнес, друг Міхкеля
- Фред Юссі — Відрік, єгер в Лаанетагусе
- Анне Маасік — Анне, дружина єгеря Відріка
- Хіллар Пярясаар — Юрка, старий лісник
- Паулійне Туут — дружина Юрки
- Аркааді Ірдт — Ірдель, старий болотник
- Орво Хаасмаа — мисливець
- Яаан Сібул — роль другого плану
- Олексій Сітс — роль другого плану
- Яан Нурк — роль другого плану

## Знімальна група
- Режисер — Рейн Маран
- Сценарист — Рейн Маран
- Оператор — Рейн Маран
- Композитор — Мікк Сарв